# Uniform Resource Name
Pour les articles homonymes, voir URN.
Uniform Resource Name (URN), traduit littéralement de l'anglais par « nom uniforme de ressource », est le nom d'un standard informatique dans le domaine de l'Internet qui concerne principalement le World Wide Web.
Le document de base est la RFC 2141 URN Syntax publiée en 1997 par l'Internet Engineering Task Force. Elle donne une syntaxe de chaîne de caractères utilisable pour identifier une ressource (un document, une image, un enregistrement sonore, etc.) globalement, durant toute son existence, indépendamment de sa localisation ou de son accessibilité par Internet. Les Uniform Resource Names sont des Uniform Resource Identifiers (URI) dont la méthode est urn.
Le sigle URN est généralement utilisé, en français comme en anglais, pour désigner une telle chaîne de caractères. Par exemple urn:ietf:rfc:2141 est un URN identifiant le RFC 2141.

## Forme
Les URN sont des Uniform Resource Identifiers (URI) et en respectent donc les règles syntaxiques. Les URN ont la syntaxe suivante : 
```
urn:
NID
:
NSS
```

- urn est la méthode d'URI des URN.
- NID (Namespace Identifier) est un identificateur d'espace de noms.
- NSS (Namespace specific String) est la partie spécifique à l'espace de noms identifié par le NID. L'interprétation syntaxique de cette partie dépend de l'espace de noms.

L'usage de minuscules ou de majuscules ne fait pas de différence pour l'écriture de la méthode urn ni pour le NID. Il peut en revanche faire une différence pour le NSS.

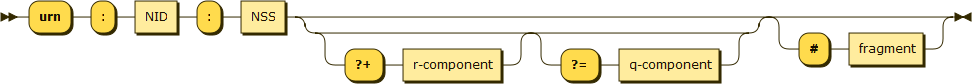
Diagramme syntaxique.

### Espace de noms
Le NID définit un espace de noms. L'Internet Assigned Numbers Authority (IANA) tient un registre des NID officiellement enregistrés. Le RFC 3406 donne la marche à suivre pour procéder à un tel enregistrement.

### Exemples
- urn:ietf:rfc:2141 (réf. RFC 2648)
- urn:ietf:std:50 (réf. RFC 2648)
- URN:ISBN:0-395-36341-1 (réf. RFC 3187)
- URN:ISAN:1881-66C7-3420-6541-9-9F3A-0245-U (réf. RFC 4246)
- urn:liberty:schemas:authctx:2002:05 (réf. RFC 3622)

## URN et URL
Lors de la conception du World Wide Web, les Uniform Resource Locators (URL) ont été inventées et utilisées pour l'identification des ressources. Mais une URL identifie en fait l'emplacement d'une ressource, plutôt que la  ressource elle-même. Ainsi, lorsqu'une ressource est déplacée, par exemple mise sur un autre serveur Web, toutes les URL l'identifiant sont rendues obsolètes. Ce problème est à la base de la plupart des hyperliens « cassés » du Web.
Pour remédier à ce problème, le concept d'URN a été avancé. Par opposition aux URL, les URN identifient les ressources elles-mêmes, indépendamment de leur emplacement. Ce concept nécessite toutefois un mécanisme capable de trouver l'emplacement d'une ressource – par exemple son URL, du moins si elle est accessible sur le réseau – à partir de son URN. Un tel mécanisme repose typiquement sur un répertoire de correspondances.
Dans la pratique, les URN ne sont guère utilisés. Les problèmes de localisation de ressource sont généralement résolus avec un moteur de recherche. On peut noter la fonctionnalité de « document en cache » qui conserve un certain temps une version du document référencé, indépendamment de son accessibilité à son URL originale.